# 多尔河畔内龙德
多爾河畔内龙德（法語：Néronde-sur-Dore，法語發音：[neʁɔ̃d syʁ dɔʁ]）是法国多姆山省的一个市镇，属于蒂耶尔区。

## 地理
多尔河畔内龙德（45°47'51"N, 3°31'22"E）面积8.93 平方千米，位于法国奥弗涅-罗讷-阿尔卑斯大区多姆山省，该省份为法国中南部省份，北起阿列省接壤，东临卢瓦尔省，南至上盧瓦爾省和康塔爾省，西接科雷兹省和克勒兹省。
与多尔河畔内龙德接壤的市镇（或旧市镇、城区）包括：博尔莱唐、库尔皮耶尔、埃斯库图、佩沙杜瓦尔、塞尔芒蒂宗。

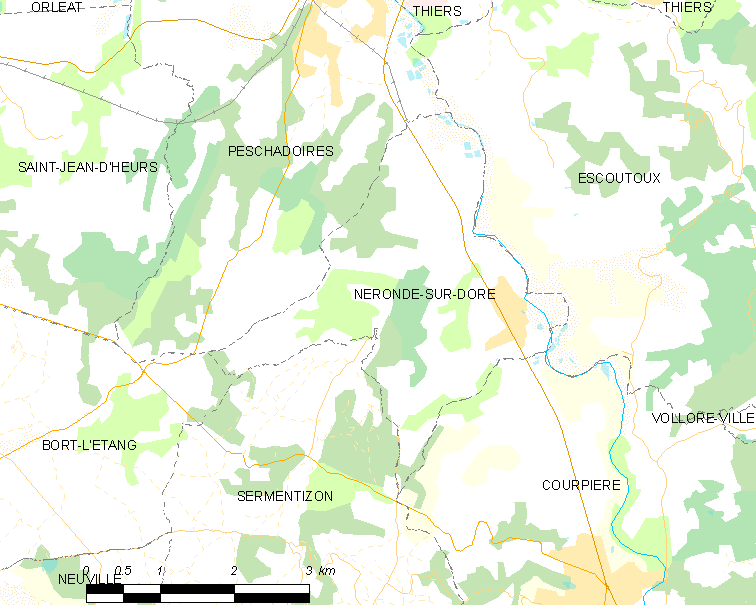
多尔河畔内龙德的OSM定位图

多尔河畔内龙德的时区为UTC+01:00、UTC+02:00（夏令时）。

## 行政
多尔河畔内龙德的邮政编码为63120，INSEE市镇编码为63249。

## 政治
多尔河畔内龙德所属的省级选区为利夫拉杜瓦山县。

## 人口

1962-2008年间多尔河畔内龙德人口变化图示

多尔河畔内龙德于2022年1月1日时的人口数量为485人。